# Ларош, Максимилиана фон
Максимилиана фон Ларош (нем. Maximiliane von La Roche; полное имя нем. Maximiliane Euphrosine de La Roche; 3 мая 1756, Майнц — 19 ноября 1793 или 9 ноября 1793, Франкфурт-на-Майне) — дочь писательницы Софии фон Ларош и Георга Михаэля Франка фон Лароша, канцлера трирских курфюрстов.

## Биография
Максимилиана познакомилась с Иоганном Вольфгангом Гёте во время его пребывания в Вецларе, и с тех пор их связывали тёплые дружеские отношения. Максимилиана фон Ларош выступила прототипом образа Лотты в романе Гёте «Страдания юного Вертера».
Грацией и обворожительностью Максимилианы восхищались гости литературного салона её матери Софии фон Ларош. В 17 лет 9 января 1774 года Максимилиана вышла замуж за Петера Антона Брентано (1735—1797), успешного итальянского коммерсанта и тайного советника при дворе трирских курфюрстов, который был старше её на 21 год. Максимилиане с большим трудом удалось вжиться в новую роль хозяйки большого итальянского дома и мачехи пятерых детей Брентано. В 1775—1793 годах Максимилиана Брентано родила 12 детей, в том числе Беттину и Клеменса. Максимилиана Брентано внезапно умерла в 1793 году в возрасте 37 лет.